# Marius Regio
La Marius Regio è una vasta formazione geologica di colore scuro presente sulla superficie di Ganimede, il più grande dei satelliti di Giove. Il suo diametro è di circa 4000 km. La regione è stata battezzata dall'Unione Astronomica Internazionale in onore dell'astronomo tedesco Simon Marius.
Non si tratta di un cratere da impatto ma di una zona di antichissima formazione che è stata frammentata dai movimenti tettonici ed è ora circondata da materiale più giovane e chiaro emerso dagli strati inferiori del satellite.
La superficie è pesantemente craterizzata: tra le formazioni più interessanti spicca il Philus Sulcus.
La regione è delimitata a nord dall'Uruk Sulcus che la separa dalla Galileo Regio.